# Battista Mantovano
Battista Mantovano (em latim: Baptista Spagnuoli Mantuanus), também Johannes Baptista Spagnolo, foi um religioso carmelita católico italiano.

## Vida e obras

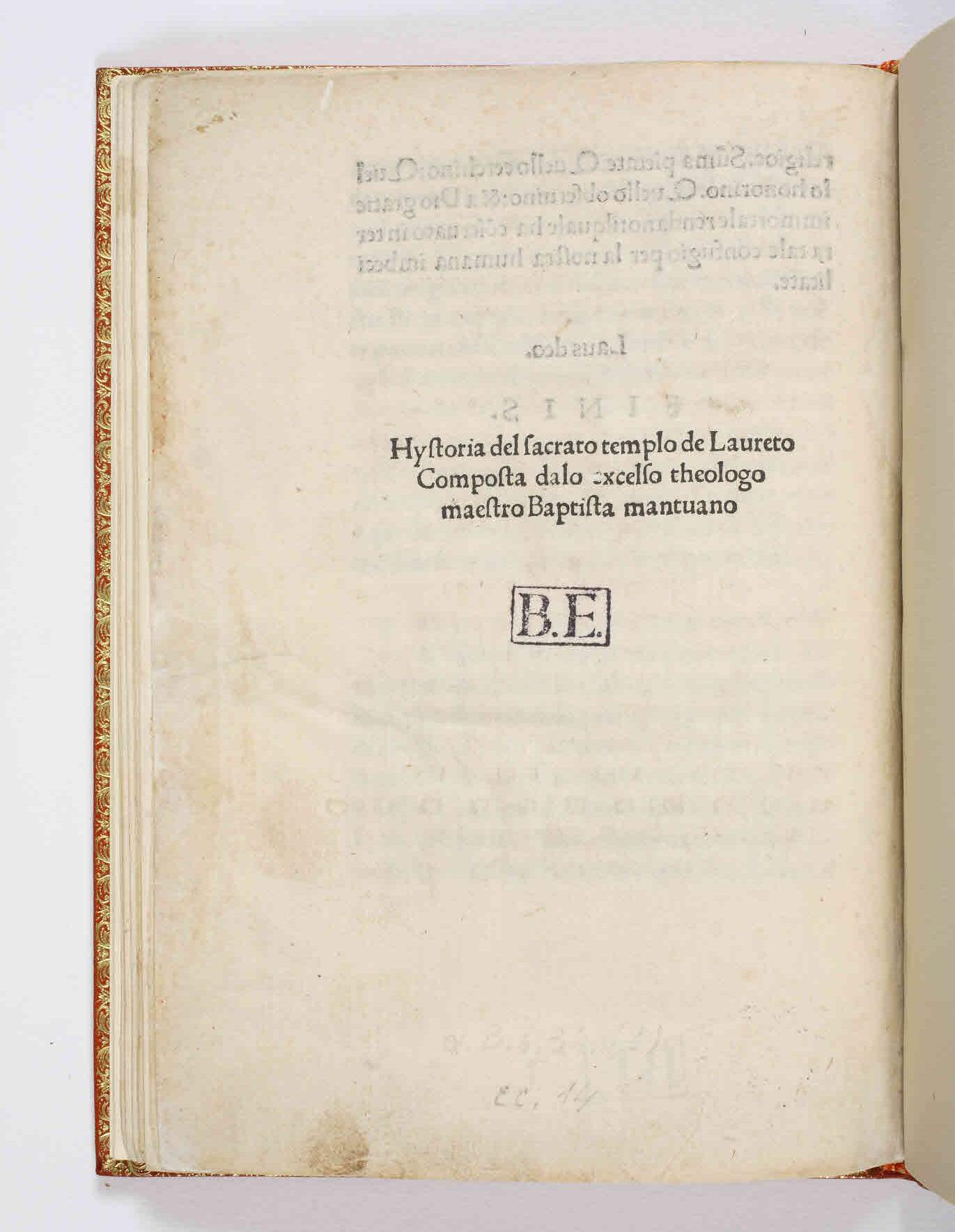
Historia ecclesiae Lauretanae, 1489

Fez seus votos religiosos no convento carmelita de Ferrara em 1464. Como mestre em Teologia (1475) desenvolveu numerosas funções em vários conventos. Foi vigário-geral da Congregação Mantuana e, no fim da vida, prior-geral de toda a Ordem do Carmo (1513-1515). Sua atividade não se limitou à família religiosa. Em 1513, foi convidado a participar do Concílio Lateranense e, em 1515, encarregado pelo papa Leão X da missão diplomática para estabelecer a paz entre o rei da França e o duque de Milão.
Foi amigo de grandes humanistas e de ilustres personagens da época. Erasmo de Roterdã o chamou de "Virgílio Cristão". Escreveu mais de cinquenta mil versos em latim, além de obres em prosa, estando entre os melhores poetas de seu tempo.
Seu corpo incorrupto está conservado na Catedral de Mântua. O papa Leão XIII confirmou seu culto em 17 de dezembro de 1885.